# Jack Aitken
Jack Aitken (kor. 한세용, Han Se-yong) (London, Engleska, 23. rujna 1995.) je britansko-korejski vozač automobilističkih utrka. Godine 2015. osvojio je naslov u Eurocup Formula Renault 2.0 prvenstvu i u Formuli Renault 2.0 Alps. U Formuli 1 je nastupio na Velikoj nagradi Sakhira 2020. za momčad Williams, no nije osvojio bodove.

## Početak utrkivanja

### Karting
Jack Aitken se utrkivao u kartingu od 2006. do 2012. Prvi veći uspjeh postigao je 2006., kada je u prvenstvu Bayford Kart Club Summer Sprint Championship Honda Cadet završio treći u ukupnom poretku vozača. Godine 2008. u prvenstvu Buckmore Park Summer Championship - Minimax osvaja drugo mjesto, a sljedeće 2009. u istom prvenstvu osvaja naslov prvaka. Do kraja svoga natjecanja u kartingu, još je dva puta bio viceprvak; 2010. u prvenstvu Rotax Max Euro Challenge - Junior i 2011. u BNL Karting Series - Rotax Max Junior prvenstvu.

### Dunlop Intersteps
Aitken je debitirao u jednosjedu 2012., u Dunlop Interseteps prvenstvu za momčad Fortec Motorsports u bolidu Mygale FB02. Prvenstvo je počelo na stazi Oulton Park 24. ožujka, a završilo na stazi Croft 30. rujna. Sezona je sadržavala osam rundi (Oulton, Donington, Brands Hatch, Snetterton, Thruxton, Pembrey, Rockingham, Croft) po tri utrke na svakoj, osim na stazi Oulton gdje su se vozile dvije utrke. Aitken je ostvario dvije pobjede na stazama Donington i Croft, te još 11 postolja. S osvojenih 490 bodova, osvojio je treće mjestu u ukupnom poretku vozača iza Matta Masona i prvaka Matthewa Parryja.

### Formula Renault
Aitken je nastupao u raznim kategorijama Formule Renault od 2013. do 2016.

#### Sjevernoeuropska Formula Renault 2.0
Godine 2013. Aitken se natjecao u Sjevernoeuropskoj Formuli Renault 2.0 u bolidu Barazi-Epsilon FR2.0-10 za momčad Fortec Motorsport, a momčadski kolege su mu bili Matthew Parry i Philo Paz Armand. Sezona je sadržavala sedam rundi, s tim da su se na Hockenheimringu, Mostu i Zandvoortu vozile tri utrke, a na Nürburgringu, Silverstoneu, Spa-Francorchampsu i Assenu po dvije utrke. Aitken je petim mjestom na prvoj utrci prve runde na Hockenheimringu osvojio prve bodove, a drugim mjestom na prvoj utrci treće runde na Silverstoneu prvo postolje. Do kraja sezone osvojio je još postolja na drugoj utrci na Silverstoneu, te na stazama Spa-Francorchamps, Assen i Most, ali nije uspio pobijediti. Sezonu je završio s 230 osvojenih bodova, te drugim mjestom u poretku vozača iza momčadskog kolege i prvaka Matthewa Parryja.

## Formula 2

### ART Grand Prix (2018.)
2018.

## Formula 1

### Williams (2020.)
2020.

## Rezultati
| Sezona                               | Prvenstvo                             | Momčad                   | Šasija            | Motor                      | Utrke | Pobjede | Podiji | Bodovi | Plasman |
| ------------------------------------ | ------------------------------------- | ------------------------ | ----------------- | -------------------------- | ----- | ------- | ------ | ------ | ------- |
| 2012.                                |                                       |                          |                   |                            |       |         |        |        |         |
| Dunlop Intersteps                    | Fortec Motorsport                     | Mygale FB02              | BMW               | 23                         | 2     | 13      | 490    | 3.     |         |
| BARC Formula Renault                 | Fortec Motorsport                     | Tatuus FR2000            | Renault           | 4                          | 1     | 4       | 112    | 2.     |         |
| 2013.                                |                                       |                          |                   |                            |       |         |        |        |         |
| Sjevernoeuropska Formula Renault 2.0 | Fortec Motorsport                     | Barazi-Epsilon FR2.0-10  | Renault           | 16                         | 0     | 5       | 230    | 2.     |         |
| Eurocup Formula Renault 2.0          | Fortec Motorsport Manor MP Motorsport | Barazi-Epsilon FR 2.0-10 | Renault           | 6                          | 0     | 0       | 0*     | –      |         |
| 2014.                                | Eurocup Formula Renault 2.0           | Fortec Motorsport        | Tatuus FR 2.0-13  | Renault                    | 14    | 1       | 4      | 86     | 7.      |
| 2014.                                | Formula Renault 2.0 Alps              | Fortec Motorsport        | Tatuus FR 2.0-13  | Renault                    | 8     | 0       | 0      | 0*     | –       |
| 2014.                                | Pro Mazda Championship                | Team Pelfrey             | Star Pro          | Mazda                      | 2     | 0       | 0      | 31     | 20.     |
| 2015.                                |                                       |                          |                   |                            |       |         |        |        |         |
| Eurocup Formula Renault 2.0          | Koiranen GP                           | Renault FR 2.0-10        | Renault F4R 832   | 17                         | 5     | 6       | 206    | 1.     |         |
| Formula Renault 2.0 Alps             | Koiranen GP                           | Renault FR 2.0-10        | Renault 2.0 L4    | 15                         | 4     | 7       | 242    | 1.     |         |
| Pro Mazda Winterfest                 | Team Pelfrey                          | Star Pro                 | Mazda             | 5                          | 3     | 4       | 167    | 1.     |         |
| 2016.                                | GP3 Series                            | Arden International      | Dallara GP3/16    | Mecachrome                 | 18    | 1       | 7      | 148    | 5.      |
| 2016.                                | EuroFormula Open                      | RP Motorsport            | Dallara F312      | Toyota F3                  | 4     | 2       | 3      | 71     | 8.      |
| 2016.                                | Španjolska Formula 3                  | RP Motorsport            | Dallara F312      | Toyota F3                  | 2     | 1       | 1      | 27     | 7.      |
| 2016.                                | Formula V8 3.5 Series                 | RP Motorsport            | Dallara FR35-12   | Zytek 3.4 V8               | 4     | 0       | 0      | 14     | 15.     |
| 2017.                                |                                       |                          |                   |                            |       |         |        |        |         |
| GP3 Series                           | ART Grand Prix                        | Dallara GP3/16           | Mecachrome 3.4 V6 | 15                         | 1     | 6       | 141    | 2.     |         |
| 2018.                                | FIA Formula 2 prvenstvo               | ART Grand Prix           | Dallara F2 2018   | Mecachrome 3.4 V6          | 23    | 1       | 2      | 63     | 11.     |
| 2019.                                | FIA Formula 2 prvenstvo               | Campos Racing            | Dallara F2 2018   | Mecachrome 3.4 V6          | 22    | 3       | 7      | 159    | 5.      |
| 2020.                                | FIA Formula 2 prvenstvo               | Campos Racing            | Dallara F2 2018   | Mecachrome 3.4 V6          | 22    | 0       | 2      | 48     | 14.     |
| 2020.                                | FIA Svjetsko prvenstvo Formule 1      | Williams Racing          | Williams FW43     | Mercedes M11 EQ V6 t h 1.6 | 1     | 0       | 0      | 0      | 22.     |

- Aitken je bio gostujući vozač i nije mogao osvajati bodove.

## Vanjske poveznice
- Jack Aitken - Driver Database
- Jack Aitken - Stats F1